# Émile Pelletier
Émile Pelletier (Saint-Brieuc, 11 febbraio 1898 – Tolosa, 15 dicembre 1975) è stato un politico e funzionario francese.

## Biografia
A 17 anni incomincia la sua carriera nell'amministrazione francese. A 19 anni è capo aggiunto del gabinetto del prefetto della Loira Atlantica; dal settembre 1940 al maggio 1942 è prefetto della Somme e dal maggio al dicembre 1942 è prefetto regionale, poi entra a far parte della resistenza.
Nel 1945 riprende la sua carriera e diventa prefetto della Seine-et-Marne e nel 1947 prefetto dell'Haute-Garonne.
Nel biennio 1949-1950 rappresenta la Francia alla Conferenza Internazionale dei Pirenei (Francia, Spagna, Andorra) e nel 1955 è nominato prefetto della Senna.
Dal 1º giugno 1958 all'8 gennaio 1959 è ministro dell'interno nel governo di Charles de Gaulle.
Dal febbraio 1959 al gennaio 1962 è Ministro di Stato del Principato di Monaco, carica dalla quale si dimette a causa dell'incomprensione con Ranieri III che aveva l'obiettivo di far diventare il Principato di Monaco un paradiso fiscale e si ritira a Tolosa, dove muore nel 1975 a 77 anni.